# Raión de Astraviec
Astravets (en bielorruso: Астравецкі раён) es un raión o distrito de Bielorrusia, en la provincia (óblast) de Grodno. Su capital es la ciudad de Astravets.
Comprende una superficie de 1569 km².

## Demografía
Según estimación 2010, contaba con una población total de 24266 habitantes.

## Subdivisiones
Comprende la ciudad subdistrital de Astravets (la capital) y cinco consejos rurales:
- Varniany
- Herviaty
- Hudahái (con capital en Pálushy)
- Mijálishki
- Rytan